# Coupe du monde de football juniors 1995
Navigation
Australie 1993 Malaisie 1997
La Coupe du monde de football des moins de 20 ans 1995 est la 10e édition de la Coupe du monde de football des moins de 20 ans. Elle est organisée du 13 au 28 avril 1995 par le Qatar.
Cette édition est particulière puisqu'elle se déroule dans trois stades uniquement, qui sont tous situés dans la capitale du pays, Doha. Seize équipes prennent part à la compétition, qualifiés par le biais des championnats continentaux organisés par les différentes confédérations. Cette édition 1995 est la dernière à compter 16 participants. Seuls les joueurs nés après le 1er janvier 1975 peuvent participer au tournoi.
L'Argentine inscrit son nom pour la deuxième fois au palmarès, 16 ans après la victoire de Maradona et les siens au Japon en 1979. En finale, c'est face au tenant du titre et éternel rival sud-américain, le Brésil, que les Biancocelesti remportent la compétition. Le dernier carré est complété par deux formations européennes, également voisines et rivales, puisqu'il s'agit de l'Espagne et du Portugal. Le premier tour voit la sortie prématurée des équipes de la CONCACAF, représentée par deux équipes d'Amérique centrale, le Honduras et le Costa Rica ainsi que l'élimination de deux grandes nations européennes, les Pays-Bas et l'Allemagne.
Cette coupe du monde voit le retour du spectacle, du beau jeu et des buts : pour la première fois plus de 100 buts sont inscrits sur une édition et la moyenne de buts par match (3.26) reste à ce jour inégalée. Symbole d'une équipe d'Espagne offensive (19 buts inscrits mais 12 encaissés en 6 matchs), c'est le jeune attaquant Joseba Etxeberria, avec 7 buts, qui termine en tête du classement des buteurs tandis que l'attaquant brésilien Caio remporte le Ballon d'Or du meilleur joueur du tournoi.

## Pays qualifiés
| Confédération              | Tournoi qualificatif                                                                     | Qualifié(s)                                |
| -------------------------- | ---------------------------------------------------------------------------------------- | ------------------------------------------ |
| AFC (Asie)                 | Coupe d'Asie des nations de football des moins de 19 ans 1995                            | Japon Syrie                                |
| CAF (Afrique)              | Coupe d'Afrique des nations junior 1995                                                  | Cameroun Burundi                           |
| CONCACAF                   | Championnat d'Amérique du Nord, centrale et Caraïbe de football des moins de 20 ans 1994 | Costa Rica Honduras                        |
| CONMEBOL (Amérique du Sud) | Championnat des moins de 20 ans de la CONMEBOL 1994                                      | Argentine Chili Brésil                     |
| UEFA (Europe)              | Championnat d'Europe de football des moins de 19 ans 1994                                | Russie Espagne Pays-Bas Portugal Allemagne |
| OFC (Océanie)              | Championnat d'Océanie de football des moins de 20 ans 1994                               | Australie                                  |
| AFC                        | Qualifié d'office en tant que pays hôte                                                  | Qatar                                      |

## Premier tour

### Groupe A
| Classement final |        |     |   |   |   |   |    |    |      |
|                  | Équipe | Pts | J | G | N | P | BP | BC | Diff |
| 1                | Brésil | 7   | 3 | 2 | 1 | 0 | 8  | 0  | +8   |
| 2                | Russie | 5   | 3 | 1 | 2 | 0 | 3  | 1  | +2   |
| 3                | Syrie  | 3   | 3 | 1 | 0 | 2 | 1  | 8  | -7   |
| 4                | Qatar  | 1   | 3 | 0 | 1 | 2 | 1  | 4  | -3   |

| 13 avril | Russie | 1 | 1 | Qatar  |
| 14 avril | Brésil | 6 | 0 | Syrie  |
| 16 avril | Syrie  | 1 | 0 | Qatar  |
| 17 avril | Brésil | 0 | 0 | Russie |
| 19 avril | Brésil | 2 | 0 | Qatar  |
| 19 avril | Russie | 2 | 0 | Syrie  |

1re journée
| 13 avril 1995 | Russie    | 1 - 1 | Qatar        | Khalifa Olympic Stadium, Doha                     |                                                   |
| 20:15         | Semak 52e |       | Al Enazi 54e | Spectateurs : 65 000 Arbitrage : Hermann Albrecht | Spectateurs : 65 000 Arbitrage : Hermann Albrecht |
| 20:15         | (Report)  |       |              | Spectateurs : 65 000 Arbitrage : Hermann Albrecht | Spectateurs : 65 000 Arbitrage : Hermann Albrecht |

| 14 avril 1995 | Brésil                                                       | 6 - 0 | Syrie | Khalifa Olympic Stadium, Doha               |                                             |
| 17:15         | Reinaldo 12pen, 25e, 70e · Élder 67e · Caio 73e · Murilo 85e |       |       | Spectateurs : 40 000 Arbitrage : Alain Sars | Spectateurs : 40 000 Arbitrage : Alain Sars |
| 17:15         | (Report)                                                     |       |       | Spectateurs : 40 000 Arbitrage : Alain Sars | Spectateurs : 40 000 Arbitrage : Alain Sars |

2e journée
| 16 avril 1995 | Syrie     | 1 - 0 | Qatar | Khalifa Olympic Stadium, Doha                     |                                                   |
| 17:15         | Boshi 52e |       |       | Spectateurs : 60 000 Arbitrage : Dermot Gallagher | Spectateurs : 60 000 Arbitrage : Dermot Gallagher |
| 17:15         | (Report)  |       |       | Spectateurs : 60 000 Arbitrage : Dermot Gallagher | Spectateurs : 60 000 Arbitrage : Dermot Gallagher |

| 17 avril 1995 | Brésil   | 0 - 0 | Russie | Khalifa Olympic Stadium, Doha                     |                                                   |
| 17:15         |          |       |        | Spectateurs : 5 000 Arbitrage : Gamal Al-Ghandour | Spectateurs : 5 000 Arbitrage : Gamal Al-Ghandour |
| 17:15         | (Report) |       |        | Spectateurs : 5 000 Arbitrage : Gamal Al-Ghandour | Spectateurs : 5 000 Arbitrage : Gamal Al-Ghandour |

3e journée
| 19 avril 1995 | Brésil               | 2 - 0 | Qatar | Khalifa Olympic Stadium, Doha                           |                                                         |
| 17:15         | Caio 50e · Élder 61e |       |       | Spectateurs : 40 000 Arbitrage : Ramón Luis Méndez Vega | Spectateurs : 40 000 Arbitrage : Ramón Luis Méndez Vega |
| 17:15         | (Report)             |       |       | Spectateurs : 40 000 Arbitrage : Ramón Luis Méndez Vega | Spectateurs : 40 000 Arbitrage : Ramón Luis Méndez Vega |

| 19 avril 1995 | Russie                        | 2 - 0 | Syrie | Al-Ahly Stadium, Doha                            |                                                  |
| 17:15         | Shumashenko 2e · Lyssenko 90e |       |       | Spectateurs : 3 000 Arbitrage : Javier Castrilli | Spectateurs : 3 000 Arbitrage : Javier Castrilli |
| 17:15         | (Report)                      |       |       | Spectateurs : 3 000 Arbitrage : Javier Castrilli | Spectateurs : 3 000 Arbitrage : Javier Castrilli |

### Groupe B
| Classement final |         |     |   |   |   |   |    |    |      |
|                  | Équipe  | Pts | J | G | N | P | BP | BC | Diff |
| 1                | Espagne | 9   | 3 | 3 | 0 | 0 | 13 | 5  | +8   |
| 2                | Japon   | 4   | 3 | 1 | 1 | 1 | 5  | 4  | +1   |
| 3                | Chili   | 2   | 3 | 0 | 2 | 1 | 6  | 9  | -3   |
| 4                | Burundi | 1   | 3 | 0 | 1 | 2 | 2  | 8  | -6   |

| 13 avril | Espagne | 5 | 1 | Burundi |
| 14 avril | Japon   | 2 | 2 | Chili   |
| 16 avril | Chili   | 1 | 1 | Burundi |
| 17 avril | Espagne | 2 | 1 | Japon   |
| 19 avril | Japon   | 2 | 0 | Burundi |
| 19 avril | Espagne | 6 | 3 | Chili   |

1re journée
| 13 avril 1995 | Espagne                                                          | 5 - 1 | Burundi          | Al-Ahly Stadium, Doha                                     |                                                           |
| 17:15         | Martínez 26e · Raúl 36e · Roger 40e (pen.) · Etxeberria 72e, 86e |       | Ndayishimite 82e | Spectateurs : 1 000 Arbitrage : Márcio Rezende de Freitas | Spectateurs : 1 000 Arbitrage : Márcio Rezende de Freitas |
| 17:15         | (Report)                                                         |       |                  | Spectateurs : 1 000 Arbitrage : Márcio Rezende de Freitas | Spectateurs : 1 000 Arbitrage : Márcio Rezende de Freitas |

| 14 avril 1995 | Japon                | 2 - 2 | Chili                    | Al-Ahly Stadium, Doha                            |                                                  |
| 17:15         | Oki 47e · Nakata 87e |       | Rozental 11e (pen.), 67e | Spectateurs : 2 000 Arbitrage : Charles Massembé | Spectateurs : 2 000 Arbitrage : Charles Massembé |
| 17:15         | (Report)             |       |                          | Spectateurs : 2 000 Arbitrage : Charles Massembé | Spectateurs : 2 000 Arbitrage : Charles Massembé |

2e journée
| 16 avril 1995 | Chili        | 1 - 1 | Burundi       | Al-Ahly Stadium, Doha                                  |                                                        |
| 17:15         | Rozental 14e |       | Butunungu 83e | Spectateurs : 3 000 Arbitrage : Ramón Luis Méndez Vega | Spectateurs : 3 000 Arbitrage : Ramón Luis Méndez Vega |
| 17:15         | (Report)     |       |               | Spectateurs : 3 000 Arbitrage : Ramón Luis Méndez Vega | Spectateurs : 3 000 Arbitrage : Ramón Luis Méndez Vega |

| 17 avril 1995 | Espagne             | 2 - 1 | Japon      | Al-Ahly Stadium, Doha                      |                                            |
| 17:15         | Roger 8e · Raúl 83e |       | Nakata 69e | Spectateurs : 4 000 Arbitrage : Sinko Zeli | Spectateurs : 4 000 Arbitrage : Sinko Zeli |
| 17:15         | (Report)            |       |            | Spectateurs : 4 000 Arbitrage : Sinko Zeli | Spectateurs : 4 000 Arbitrage : Sinko Zeli |

3e journée
| 19 avril 1995 | Japon                            | 2 - 0 | Burundi | Khalifa Olympic Stadium, Doha                     |                                                   |
| 19:45         | Yasunaga 10e · Yamada 17e (pen.) |       |         | Spectateurs : 4 000 Arbitrage : Gamal Al-Ghandour | Spectateurs : 4 000 Arbitrage : Gamal Al-Ghandour |
| 19:45         | (Report)                         |       |         | Spectateurs : 4 000 Arbitrage : Gamal Al-Ghandour | Spectateurs : 4 000 Arbitrage : Gamal Al-Ghandour |

| 19 avril 1995 | Espagne                                                                          | 6 - 3 | Chili                               | Al-Ahly Stadium, Doha                                      |                                                            |
| 19:45         | Etxeberria 9e, 13e · Ochoa 20e, 61e · Míchel Salgado 47e · De la Peña 80e (pen.) |       | Rozental 52e · Poli 77e · Lobos 83e | Spectateurs : 3 000 Arbitrage : Pascual Rebolledo Cárdenas | Spectateurs : 3 000 Arbitrage : Pascual Rebolledo Cárdenas |
| 19:45         | (Report)                                                                         |       |                                     | Spectateurs : 3 000 Arbitrage : Pascual Rebolledo Cárdenas | Spectateurs : 3 000 Arbitrage : Pascual Rebolledo Cárdenas |

### Groupe C
| Classement final |           |     |   |   |   |   |    |    |      |
|                  | Équipe    | Pts | J | G | N | P | BP | BC | Diff |
| 1                | Portugal  | 9   | 3 | 3 | 0 | 0 | 7  | 2  | +5   |
| 2                | Argentine | 6   | 3 | 2 | 0 | 1 | 5  | 3  | +2   |
| 3                | Pays-Bas  | 3   | 3 | 1 | 0 | 2 | 7  | 5  | +2   |
| 4                | Honduras  | 0   | 3 | 0 | 0 | 3 | 5  | 14 | -9   |

| 13 avril | Argentine | 1 | 0 | Pays-Bas  |
| 14 avril | Portugal  | 3 | 2 | Honduras  |
| 16 avril | Pays-Bas  | 7 | 1 | Honduras  |
| 17 avril | Portugal  | 1 | 0 | Argentine |
| 20 avril | Portugal  | 3 | 0 | Pays-Bas  |
| 20 avril | Argentine | 4 | 2 | Honduras  |

1re journée
| 13 avril 1995 | Argentine   | 1 - 0 | Pays-Bas | Qatar SC Stadium, Doha                                     |                                                            |
| 17:15         | Garrone 90e |       |          | Spectateurs : 2 000 Arbitrage : Pascual Rebolledo Cárdenas | Spectateurs : 2 000 Arbitrage : Pascual Rebolledo Cárdenas |
| 17:15         | (Report)    |       |          | Spectateurs : 2 000 Arbitrage : Pascual Rebolledo Cárdenas | Spectateurs : 2 000 Arbitrage : Pascual Rebolledo Cárdenas |

| 14 avril 1995 | Portugal                       | 3 - 2 | Honduras                  | Khalifa Olympic Stadium, Doha                          |                                                        |
| 19:45         | Nuno Gomes 18e, 66e · Dani 53e |       | Guevara 26e · Cabrera 34e | Spectateurs : 10 000 Arbitrage : Emmanuel Dada Obafemi | Spectateurs : 10 000 Arbitrage : Emmanuel Dada Obafemi |
| 19:45         | (Report)                       |       |                           | Spectateurs : 10 000 Arbitrage : Emmanuel Dada Obafemi | Spectateurs : 10 000 Arbitrage : Emmanuel Dada Obafemi |

2e journée
| 16 avril 1995 | Pays-Bas                                                              | 7 - 1 | Honduras            | Khalifa Olympic Stadium, Doha                    |                                                  |
| 19:45         | Wooter 3e, 44e · Witzenhausen 10e, 24e, 77e · Gehring 67e · Bouma 78e |       | Oseguera 48e (pen.) | Spectateurs : 20 000 Arbitrage : Masayoshi Okada | Spectateurs : 20 000 Arbitrage : Masayoshi Okada |
| 19:45         | (Report)                                                              |       |                     | Spectateurs : 20 000 Arbitrage : Masayoshi Okada | Spectateurs : 20 000 Arbitrage : Masayoshi Okada |

| 17 avril 1995 | Portugal | 1 - 0 | Argentine | Khalifa Olympic Stadium, Doha                 |                                               |
| 19:45         | Dani 71e |       |           | Spectateurs : 8 000 Arbitrage : Rune Pedersen | Spectateurs : 8 000 Arbitrage : Rune Pedersen |
| 19:45         | (Report) |       |           | Spectateurs : 8 000 Arbitrage : Rune Pedersen | Spectateurs : 8 000 Arbitrage : Rune Pedersen |

3e journée
| 20 avril 1995 | Portugal                                  | 3 - 0 | Pays-Bas | Khalifa Olympic Stadium, Doha                    |                                                  |
| 17:15         | Beto 9e (pen.) · Dani 47e · Agostinho 70e |       |          | Spectateurs : 4 000 Arbitrage : Hermann Albrecht | Spectateurs : 4 000 Arbitrage : Hermann Albrecht |
| 17:15         | (Report)                                  |       |          | Spectateurs : 4 000 Arbitrage : Hermann Albrecht | Spectateurs : 4 000 Arbitrage : Hermann Albrecht |

| 20 avril 1995 | Argentine                       | 4 - 2 | Honduras                 | Al-Ahly Stadium, Doha                            |                                                  |
| 17:15         | Ibagaza 6e · Pena 39e, 42e, 72e |       | Guevara 48e · Medina 60e | Spectateurs : 3 000 Arbitrage : Nikolai Levnikov | Spectateurs : 3 000 Arbitrage : Nikolai Levnikov |
| 17:15         | (Report)                        |       |                          | Spectateurs : 3 000 Arbitrage : Nikolai Levnikov | Spectateurs : 3 000 Arbitrage : Nikolai Levnikov |

### Groupe D
| Classement final |            |     |   |   |   |   |    |    |      |
|                  | Équipe     | Pts | J | G | N | P | BP | BC | Diff |
| 1                | Cameroun   | 7   | 3 | 2 | 1 | 0 | 7  | 4  | +3   |
| 2                | Australie  | 4   | 3 | 1 | 1 | 1 | 5  | 4  | +1   |
| 3                | Costa Rica | 3   | 3 | 1 | 0 | 2 | 3  | 6  | -3   |
| 4                | Allemagne  | 2   | 3 | 0 | 2 | 1 | 3  | 4  | -1   |

| 13 avril | Australie  | 2 | 0 | Costa Rica |
| 14 avril | Cameroun   | 1 | 1 | Allemagne  |
| 16 avril | Cameroun   | 3 | 2 | Australie  |
| 17 avril | Costa Rica | 2 | 1 | Allemagne  |
| 20 avril | Australie  | 1 | 1 | Allemagne  |
| 20 avril | Cameroun   | 3 | 1 | Costa Rica |

1re journée
| 13 avril 1995 | Australie                    | 2 - 0 | Costa Rica | Al-Ahly Stadium, Doha                                |                                                      |
| 19:45         | Viduka 51e · Enes 74e (pen.) |       |            | Spectateurs : 1 000 Arbitrage : Abdul Rahman Al-Zeid | Spectateurs : 1 000 Arbitrage : Abdul Rahman Al-Zeid |
| 19:45         | (Report)                     |       |            | Spectateurs : 1 000 Arbitrage : Abdul Rahman Al-Zeid | Spectateurs : 1 000 Arbitrage : Abdul Rahman Al-Zeid |

| 14 avril 1995 | Cameroun | 1 - 1 | Allemagne      | Al-Ahly Stadium, Doha                            |                                                  |
| 19:45         | Simo 90e |       | Hinz 9e (pen.) | Spectateurs : 1 000 Arbitrage : Javier Castrilli | Spectateurs : 1 000 Arbitrage : Javier Castrilli |
| 19:45         | (Report) |       |                | Spectateurs : 1 000 Arbitrage : Javier Castrilli | Spectateurs : 1 000 Arbitrage : Javier Castrilli |

2e journée
| 16 avril 1995 | Cameroun                     | 3 - 2 | Australie       | Al-Ahly Stadium, Doha                            |                                                  |
| 19:45         | Ntamag 52e, 90e · Ndiefi 67e |       | Viduka 11e, 72e | Spectateurs : 5 000 Arbitrage : Nikolai Levnikov | Spectateurs : 5 000 Arbitrage : Nikolai Levnikov |
| 19:45         | (Report)                     |       |                 | Spectateurs : 5 000 Arbitrage : Nikolai Levnikov | Spectateurs : 5 000 Arbitrage : Nikolai Levnikov |

| 17 avril 1995 | Costa Rica                     | 2 - 1 | Allemagne | Al-Ahly Stadium, Doha                      |                                            |
| 19:45         | Bennette 42e (pen.) · Soto 52e |       | Walle 90e | Spectateurs : 5 000 Arbitrage : Alain Sars | Spectateurs : 5 000 Arbitrage : Alain Sars |
| 19:45         | (Report)                       |       |           | Spectateurs : 5 000 Arbitrage : Alain Sars | Spectateurs : 5 000 Arbitrage : Alain Sars |

3e journée
| 20 avril 1995 | Australie  | 1 - 1 | Allemagne | Khalifa Olympic Stadium, Doha                             |                                                           |
| 19:45         | Viduka 54e |       | Rath 23e  | Spectateurs : 4 000 Arbitrage : Márcio Rezende de Freitas | Spectateurs : 4 000 Arbitrage : Márcio Rezende de Freitas |
| 19:45         | (Report)   |       |           | Spectateurs : 4 000 Arbitrage : Márcio Rezende de Freitas | Spectateurs : 4 000 Arbitrage : Márcio Rezende de Freitas |

| 20 avril 1995 | Cameroun     | 3 - 1 | Costa Rica                 | Al-Ahly Stadium, Doha                            |                                                  |
| 19:45         | Bennette 30e |       | Ndiefi 26e · Essa 36e, 75e | Spectateurs : 6 000 Arbitrage : Dermot Gallagher | Spectateurs : 6 000 Arbitrage : Dermot Gallagher |
| 19:45         | (Report)     |       |                            | Spectateurs : 6 000 Arbitrage : Dermot Gallagher | Spectateurs : 6 000 Arbitrage : Dermot Gallagher |

## Tableau final
|  | Quarts de finale | Quarts de finale |                 |                 | Demi-finales           | Demi-finales           |   |  | Finale          | Finale          |
|  | Quarts de finale | Quarts de finale |                 |                 | Demi-finales           | Demi-finales           |   |  | Finale          | Finale          |
|  |                  |                  |                 |                 |                        |                        |   |  |                 |                 |
|  | 23 avril - Doha  | 23 avril - Doha  |                 |                 | 25 avril - Doha        | 25 avril - Doha        |   |  | 28 avril - Doha | 28 avril - Doha |
|  | 23 avril - Doha  | 23 avril - Doha  |                 |                 | 25 avril - Doha        | 25 avril - Doha        |   |  | 28 avril - Doha | 28 avril - Doha |
|  | Brésil           | 2                |                 |                 | 25 avril - Doha        | 25 avril - Doha        |   |  | 28 avril - Doha | 28 avril - Doha |
|  | Brésil           | 2                |                 |                 | 25 avril - Doha        | 25 avril - Doha        |   |  | 28 avril - Doha | 28 avril - Doha |
|  | Japon            | 1                |                 |                 | 25 avril - Doha        | 25 avril - Doha        |   |  | 28 avril - Doha | 28 avril - Doha |
|  | Japon            | 1                | Brésil          | 1               |                        |                        |   |  | 28 avril - Doha | 28 avril - Doha |
|  | 23 avril - Doha  |                  | Brésil          | 1               |                        |                        |   |  | 28 avril - Doha | 28 avril - Doha |
|  |                  | Portugal         | 0               |                 |                        |                        |   |  | 28 avril - Doha | 28 avril - Doha |
|  | Portugal         | Portugal         | 0               | 2 ap            |                        |                        |   |  | 28 avril - Doha | 28 avril - Doha |
|  | Portugal         |                  |                 | 2 ap            |                        |                        |   |  | 28 avril - Doha | 28 avril - Doha |
|  | Australie        | 1                |                 |                 |                        |                        |   |  | 28 avril - Doha | 28 avril - Doha |
|  | Australie        | 1                | Brésil          | 0               |                        |                        |   |  |                 |                 |
|  | 23 avril - Doha  |                  | Brésil          | 0               |                        |                        |   |  |                 |                 |
|  |                  | Argentine        | 2               |                 |                        |                        |   |  |                 |                 |
|  | Espagne          | Argentine        | 2               | 4               |                        |                        |   |  |                 |                 |
|  | Espagne          | 25 avril - Doha  |                 | 4               |                        |                        |   |  |                 |                 |
|  | Russie           | 1                |                 |                 |                        |                        |   |  |                 |                 |
|  | Russie           | 1                | Espagne         | 0               |                        |                        |   |  |                 |                 |
|  | 23 avril - Doha  | 23 avril - Doha  | Espagne         | 0               | Match pour la 3e place | Match pour la 3e place |   |  |                 |                 |
|  | 23 avril - Doha  | 23 avril - Doha  |                 | Argentine       | Match pour la 3e place | Match pour la 3e place | 3 |  |                 |                 |
|  | Cameroun         | 0                | 28 avril - Doha | 28 avril - Doha |                        |                        | 3 |  |                 |                 |
|  | Cameroun         | 0                | 28 avril - Doha | 28 avril - Doha |                        |                        |   |  |                 |                 |
|  | Argentine        | 2                |                 | Portugal        | 3                      |                        |   |  |                 |                 |
|  | Argentine        | 2                |                 | Portugal        | 3                      |                        |   |  |                 |                 |
|  |                  |                  |                 |                 |                        |                        |   |  | Espagne         | 2               |
|  |                  |                  |                 |                 |                        |                        |   |  | Espagne         | 2               |

### Quarts-de-finale
| 23 avril 1995 | Brésil        | 2 - 1 | Japon   | Khalifa Olympic Stadium, Doha                    |                                                  |
| 17:15         | Caio 26e, 40e |       | Oku 15e | Spectateurs : 5 000 Arbitrage : Hermann Albrecht | Spectateurs : 5 000 Arbitrage : Hermann Albrecht |
| 17:15         | (Report)      |       |         | Spectateurs : 5 000 Arbitrage : Hermann Albrecht | Spectateurs : 5 000 Arbitrage : Hermann Albrecht |

| 23 avril 1995 | Espagne                            | 4 - 1 | Russie           | Al-Ahly Stadium, Doha                             |                                                   |
| 17:15         | Raúl 3e · Etxeberria 13e, 21e, 62e |       | Lipko 65e (pen.) | Spectateurs : 4 000 Arbitrage : Gamal Al-Ghandour | Spectateurs : 4 000 Arbitrage : Gamal Al-Ghandour |
| 17:15         | (Report)                           |       |                  | Spectateurs : 4 000 Arbitrage : Gamal Al-Ghandour | Spectateurs : 4 000 Arbitrage : Gamal Al-Ghandour |

| 23 avril 1995 | Portugal            | 2 - 1 a.p. | Australie               | Khalifa Olympic Stadium, Doha                 |                                               |
| 20:15         | Agostinho 66e, 100e |            | Carlos Felipe 72e (csc) | Spectateurs : 5 000 Arbitrage : Rune Pedersen | Spectateurs : 5 000 Arbitrage : Rune Pedersen |
| 20:15         | (Report)            |            |                         | Spectateurs : 5 000 Arbitrage : Rune Pedersen | Spectateurs : 5 000 Arbitrage : Rune Pedersen |

| 23 avril 1995 | Cameroun | 0 - 2 | Argentine                  | Al-Ahly Stadium, Doha                      |                                            |
| 20:15         |          |       | Guerrero 37e · Coyette 49e | Spectateurs : 7 000 Arbitrage : Alain Sars | Spectateurs : 7 000 Arbitrage : Alain Sars |
| 20:15         | (Report) |       |                            | Spectateurs : 7 000 Arbitrage : Alain Sars | Spectateurs : 7 000 Arbitrage : Alain Sars |

### Demi-finales
| 25 avril 1995 | Brésil   | 1 - 0 | Portugal | Khalifa Olympic Stadium, Doha                               |                                                             |
| 17:15         | Caio 90e |       |          | Spectateurs : 10 000 Arbitrage : Pascual Rebolledo Cárdenas | Spectateurs : 10 000 Arbitrage : Pascual Rebolledo Cárdenas |
| 17:15         | (Report) |       |          | Spectateurs : 10 000 Arbitrage : Pascual Rebolledo Cárdenas | Spectateurs : 10 000 Arbitrage : Pascual Rebolledo Cárdenas |

| 25 avril 1995 | Espagne  | 0 - 3 | Argentine                                | Khalifa Olympic Stadium, Doha                     |                                                   |
| 20:15         |          |       | Biagini 21e · Coyette 54e · Chaparro 81e | Spectateurs : 10 000 Arbitrage : Hermann Albrecht | Spectateurs : 10 000 Arbitrage : Hermann Albrecht |
| 20:15         | (Report) |       |                                          | Spectateurs : 10 000 Arbitrage : Hermann Albrecht | Spectateurs : 10 000 Arbitrage : Hermann Albrecht |

### Match pour la troisième place
| 28 avril 1995 | Portugal                       | 3 - 2 | Espagne                             | Khalifa Olympic Stadium, Doha                         |                                                       |
| 14:45         | Nuno Gomes 68e, 82e · Dani 73e |       | Míchel Salgado 25e · De la Peña 38e | Spectateurs : 50 000 Arbitrage : Abdul Rahman Al-Zeid | Spectateurs : 50 000 Arbitrage : Abdul Rahman Al-Zeid |
| 14:45         | (Report)                       |       |                                     | Spectateurs : 50 000 Arbitrage : Abdul Rahman Al-Zeid | Spectateurs : 50 000 Arbitrage : Abdul Rahman Al-Zeid |

### Finale
| 28 avril 1995 | Brésil   | 0 - 2 | Argentine                  | Khalifa Olympic Stadium, Doha                     |                                                   |
| 17:15         |          |       | Biagini 25e · Guerrero 89e | Spectateurs : 65 000 Arbitrage : Dermot Gallagher | Spectateurs : 65 000 Arbitrage : Dermot Gallagher |
| 17:15         | (Report) |       |                            | Spectateurs : 65 000 Arbitrage : Dermot Gallagher | Spectateurs : 65 000 Arbitrage : Dermot Gallagher |

## Vainqueur
| Vainqueur Coupe du monde de football des moins de 20 ans 1995 Argentine 2e titre |

## Récompenses
| Ballon d'or       | Ballon d'argent  | Ballon de bronze   |
| ----------------- | ---------------- | ------------------ |
| Caio              | Dani             | Joaquin Irigoytia  |
| Soulier d'or      | Soulier d'argent | Soulier de bronze  |
| Joseba Etxeberria | Caio             | Sebastian Rozental |
| 7 buts            | 5 buts           | 4 buts             |
| Prix du fair-play |                  |                    |
| Japon             |                  |                    |